# Alte Schackgalerie

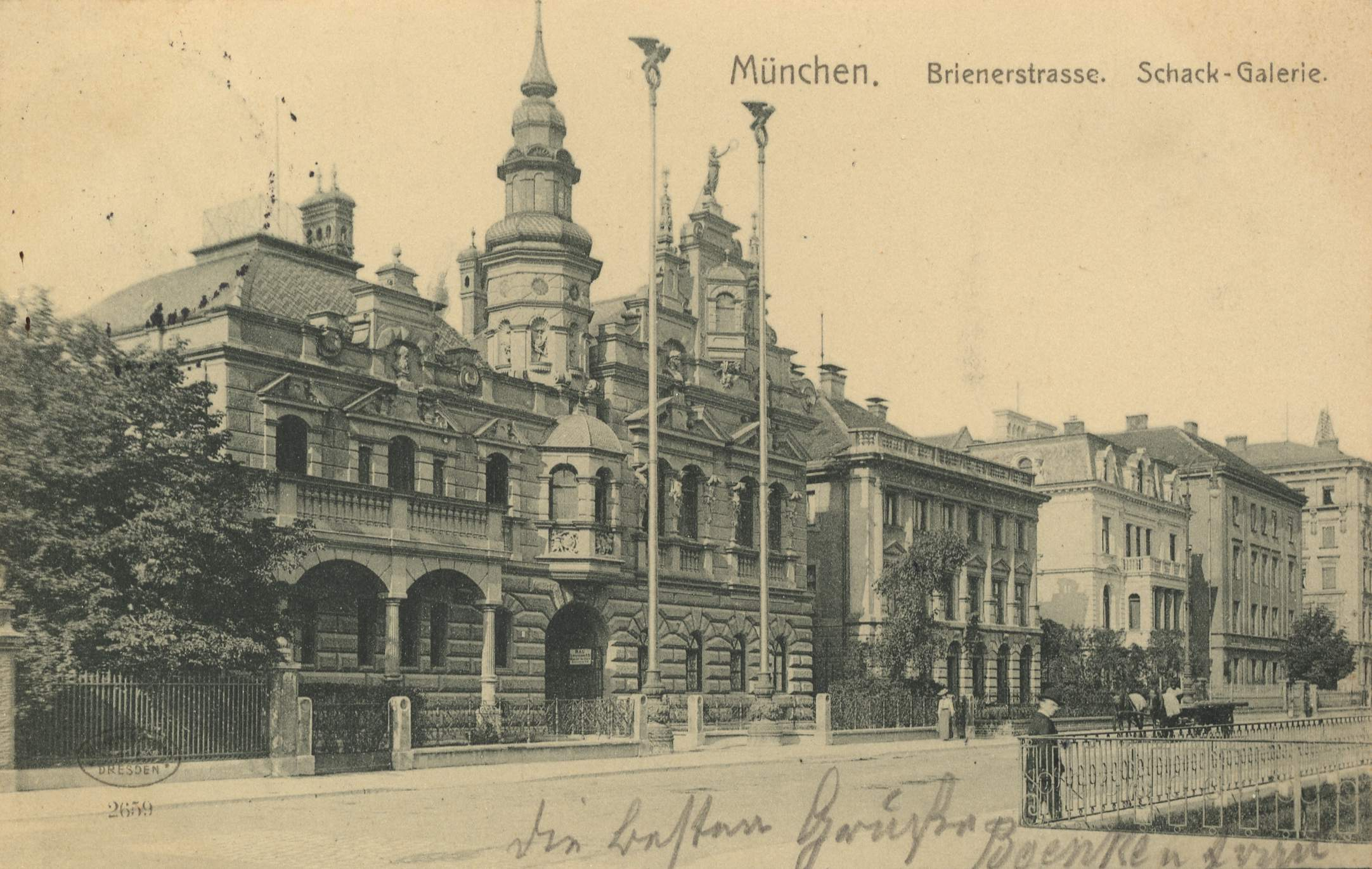
Alte Schack-Galerie in der Brienner Straße

Die Alte Schackgalerie, auch Kleine Pinakothek, Schack'sche Pinakothek oder Schackothek genannt, war ein Kunstmuseum in München. Es war von 1856 bis 1894 das Wohnhaus von Adolf Friedrich von Schack und beherbergte von 1857 bis 1909 dessen Gemäldesammlung.

## Lage

Stadtplanausschnitt Brienner Straße 1908–1909.

Das Gebäude lag in der Brienner Straße in München in der Nähe der Propyläen an der Südseite der Straße zwischen Königsplatz und Augustenstraße. Nach alter Zählung hatte es die Hausnummern 19, 21 und 22. Das entspricht einer Position schräg gegenüber der Einmündung der Richard-Wagner-Straße, ungefähr an der Stelle der heutigen Hausnummern 37 (Städtische Anita-Augspurg-Berufsoberschule) und 41. Eine Tordurchfahrt mitten in der Fassade des Gebäudes (zwischen den damaligen Nummern 19 und 22) führte zu einem weiter zurückliegenden Haus mit der Nr. 20 (heute Nr. 39, Hansa-Haus), in dem in den 1860er Jahren Carl Theodor von Piloty ein Atelier hatte und das ihm ab 1870 gehörte. Östlich der Schackgalerie stand eine Villa mit der Nr. 18, in der 1864 bis 1865 Richard Wagner wohnte.

## Geschichte
Adolf Friedrich von Schack erwarb 1856 für seinen endgültigen Umzug nach München ein Haus mit Garten in der Brienner Straße 22. Seine 1857 begonnene Gemäldesammlung brachte er zunächst in seinem Wohnhaus und einem im Garten stehenden Pavillon unter. Weil seine Sammlung ständig wuchs und es im Gartenpavillon Probleme mit der Wandfeuchtigkeit gab, ließ Schack an seiner Stelle 1862 ein eingeschossiges Galeriegebäude errichten. Drei im Stadtarchiv München aufbewahrte Pläne zeigen eine dreiachsige Fassade mit Mezzanin und klassizistischer Wandgliederung. Zwei der Entwürfe zeigen Dächer mit Oberlichtern, der dritte einen Dachaufbau mit seitlichen Fenstern. In der Literatur wird mehrmals der Maler Eduard Gerhardt als Entwerfer des Neubaus genannt, was aber nicht durch Quellen belegt ist. Wie der Galeriebau letztendlich realisiert wurde, ist nicht überliefert.
Das erste Galeriegebäude wurde 1865 durch ein zweites Galeriegebäude mit dem Wohnhaus Schacks verbunden. 1869 erwarb Schack das Nachbargrundstück mit den Häusern 21 und 22 und ließ alle Gebäude 1874 durch Lorenz Gedon zu einem Gebäudekomplex im Stil der Neorenaissance vereinen.
Nach dem Entschluss, die geerbte Sammlung in München zu belassen, erwarb Kaiser Wilhelm II. das Palais von den und ließ es 1894/95 durch Emanuel von Seidl erneuern. 1909 zog die Sammlung in das neu erbaute Galeriegebäude an der Prinzregentenstraße um.
1910 erwarb der Maler und Bildhauer Franz Naager das Anwesen vom Kaiser, um dort seine Kunstsammlungen unterzubringen. Ein Teil des Gebäudekomplexes wurde für Wohnzwecke hergerichtet, einen Teil nutze die Münchner Kunsthallen Alte-Schack-Galerie für Ausstellungen, einen anderen Teil nutzte die Hofglasmalerei F. X. Zettler. Bei einem der Luftangriffe auf München im Juni 1944 wurde der gesamte Gebäudekomplex zerstört.